# Hypocera rectangulata
Hypocera rectangulata är en tvåvingeart som beskrevs av Malloch 1912. Hypocera rectangulata ingår i släktet Hypocera och familjen puckelflugor. Inga underarter finns listade i Catalogue of Life.